# Adrityla brevis
Adrityla brevis är en mångfotingart som beskrevs av Ottis Robert Causey 1972. Adrityla brevis ingår i släktet Adrityla och familjen Adritylidae. Inga underarter finns listade i Catalogue of Life.